# Tatra T2
Tatra T2 је тип чехословачког трамваја произведен у фабрикама ЧКД Татра и ЧКД Сталинград од друге половине 1950. до почетка 1960. година.

## Верзије трамваја и реконструкције
- Tatra T2
- Tatra T2SU (за Совјетски Савез)
- Tatra T2R (диодна опрема ТR37)

## Конструкција
Т2 (оригинално ТII) долази из концепције свога претходника, Tatra T1. То је једносмерно четвероосовинско трамвајско возило. Каросерија се продужила и раширила те изгледом сличнија концепцији PCC. На једној страни су троја врата (верзија T2SU има двоја врата). Трамваји су имали диодну регулацију TR36. Трамвај може возити на 1435 mm колосеку, али и на 1000 mm, те на другачије ширине колосека, за разлику од трамваја Т1. Трамваји су опремљивани тролом. Трамваји су имали један светлосни фар са предње стане.

## Прототип
Између 1954. и 1955. године су направљена прва два трамваја Т2. Оба трамваја су 1955 године испробавани у Прагу (први прототип је г.б. 6001, други 6002). Први прототип је 1964. послат у Оломоуц с гаражним бројем 115, а 1985. је послат на резалиште.
Други прототип је испробаван у Либерецу на 1000 mm колосеку. Затим је предан Братислави где је возио до 1977. године. На крају је предат Прагу, а од 1999. године је део музеја јавног градског превоза у Прагу.

## Набавке трамваја
Укупно је било произведено 771 трамвај у годинама 1955—1962.
| Држава   | Град            | Тип        | Количина трамваја | Гаражни бројеви | Године производње | Измене                       |
| -------- | --------------- | ---------- | ----------------- | --------------- | ----------------- | ---------------------------- |
| Чешка    | Брно            | Tatra T2   | 94                | 401-494         | 1957 - 1962       |                              |
| Чешка    | Либерец         | Tatra T2   | 14                | 10-23           | 1959 - 1961       |                              |
| Чешка    | Мост-Литвинов   | Tatra T2   | 36                | 235-270         | 1961 - 1962       |                              |
| Чешка    | Оломоуц         | Tatra T2   | 4                 | 111-114         | 1960 - 1961       |                              |
| Чешка    | Острава         | Tatra T2   | 100               | 600-699         | 1958 - 1962       |                              |
| Чешка    | Плзен           | Tatra T2   | 26                | 134-159         | 1960 - 1962       |                              |
| Чешка    | Праг            | Tatra T2   | 2                 | 6001, 6002      | 1955              | Прототипни трамваји          |
| Чешка    | Усти на Лаби    | Tatra T2   | 18                | 151-168         | 1960 - 1962       |                              |
| Русија   | Јекатеринбург   | Tatra T2SU | 65                | 301-367         | 1958 - 1962       | Г.б. 351 и 352 су пропуштена |
| Русија   | Москва          | Tatra T2SU | 180               | 301-480         | 1959 - 1962       |                              |
| Русија   | Санкт Петербург | Tatra T2   | 2                 | 1001, 1003      | 1959              |                              |
| Русија   | Ростов на Дону  | Tatra T2   | 40                | 321-360         | 1958 - 1959       |                              |
| Русија   | Самара          | Tatra T2SU | 43                | 501-542         | 1958 - 1962       | Г.б. 528 је поновљен 2 пута  |
| Словачка | Братислава      | Tatra T2   | 66                | 201-266         | 1959 - 1962       |                              |
| Словачка | Кошице          | Tatra T2   | 31                | 212-242         | 1958 - 1962       |                              |
| Украјина | Кијев           | Tatra T2SU | 50                | 5002-5051       | 1960 - 1962       |                              |

Прашки јавни превозник је наручио 5 трамваја типа Т2, али због недостатка капацитета фабрике трамваји нису никад достављени.
Једини град на свету, који има трамваје Т2 (Т2R) у редовном саобраћају је Либерец.

## Историјска возила
- Братислава "ДПБ": г.б. 215, тип Т2
- Брно "ТМБ": г.б. 473, тип Т2
- Јекатеринбург "ЕМУП" ТТУ "": г.б. 359, тип Т2SU
- Кошице "ДПМК": г.б. 212, тип Т2
- Либерец "ДПМЉ": г.б. 17, тип Т2R
- Москва "Мосгортранс": г.б. 378, тип Т2SU
- Острава "ДПО": г.б. 681, тип Т2
- Плзен "ПМДП": г.б. 133, тип Т2R
- Праг "ДПП": г.б. 6002, тип Т2